# Antykorodal
Antykorodal (anticorodal) – antykorozyjny stop glinu z dodatkami krzemu, magnezu, manganu lub tytanu. Przykładowy skład chemiczny (97% Al, 1% Mg, 1% Mn, 1% Si); Posiada dużą odporność na korozję w stanie po utwardzeniu wydzieleniowym. Daje się polerować. Stosowany w przemyśle lotniczym, okrętowym i samochodowym.